# Leonel Cárdenas
Pour les articles homonymes, voir Cárdenas.
Leonel Cárdenas Mora, né le 8 février 2000 à Tlalnepantla de Baz, est un joueur professionnel de squash représentant le Mexique. Il atteint en juin 2025 la 13e place mondiale sur le circuit international, son meilleur classement.

## Biographie
Il commence à jouer au squash dès l'âge de six ans, imitant son père pratiquant régulier. Il remporte toutes les catégories de jeune au Mexique, disposant d'un court de squash à domicile,.
En l'espace de quatre ans, il passe d'au-delà de la 400e place mondiale aux portes du top 50 en octobre 2020 après une fructueuse saison saison 2020-2021. Il remporte deux victoires dans des tournois challenger et il est désigné comme PSA Challenger Tour Male Player of the Year 2019-2020.

## Palmarès

### Titres
- Open de Manchester : 2025

### Finales
- Open du Canada de squash 2025
- Motor City Open : 2025